# Teodosio de Alejandría (gramático)
Teodosio de Alejandría fue un antiguo gramático griego, que supuestamente vivió en la época de Constantino el Grande. Una carta de Sinesio (que floreció en c. 400) narra un terminus ante quem al 'maravilloso gramático Teodosio'. El mismo Teodosio también cita en sus obras a Apolonio Díscolo y a Elio Herodiano.
La obra principal de Teodosio fue el Κανόνες εἰσαγωγικοί περὶ κλίσεως ὀνομάτων καὶ ῤημάτων (Introducción a las reglas de la declinación del sustantivo y del verbo), esencialmente un epítome del Tékhne Grammatiké (Arte de la gramática) de Dionisio de Tracia, de donde copió mecánicamente los paradigmas de inflexión verbo y sustantivo. Esta obra, y lo que es más importante, el escolio de Jorge Cherobosco (Georgius Choeroboscus), constituyó la principal fuente primaria para los gramáticos posteriores, hasta el Renacimiento. Teodosio también fue conocido como el autor de Περὶ ὅρου y otras obras gramaticales.
Karl Wilhelm Göttling publicó la Κανόνες, ampliado por adiciones posteriores de gramáticos bizantinos, bajo el título de Theodosii Alexandrini Grammatica (Leipzig, 1822). El prefacio se publicó antes en el Philemonis grammatici quae supersunt de Osann (Berlín, 1821). Una parte de la obra, titulada Theodosii Grammatici Alex. Canones de Declinatione Nominum et Conjugatione Verborum, fue incluida por August Immanuel Bekker en el tercer volumen de su Anecdota Graeca (Vol. 3, Berlín, 1821).